# 페라리 테스타로사
페라리 테스타로사(이탈리아어: Ferrari Testarossa)는 페라리 자동차가 만든 스포츠카이다. 차명인 테스타로사는 이탈리아어로 빨간 머리를 뜻하며, 엔진의 캠 커버가 빨갛게 착색되는 것에서 명명된 것이다. 1984년 10월에 개최된 파리 모터쇼를 통하여 처음 공개되었고, 512BBi로부터 플래그십의 자리를 이어 받았다. 250TR, 500TR과의 구별을 위하여 새로운 테스타로사라고도 불린다. 기존의 숫자와 알파벳을 조합한 차명이 아닌 왕년의 레이싱 카의 차명과 같으나, 7,000대 이상 생산된 로드 카라는 것은 다른 점이다. 실린더마다 4개의 밸브가 달린 플랫 V12 4,943cc 엔진은 제로백 5.8초, 최고 속도 290km/h의 성능을 지녔다. 유럽 사양은 6,300rpm에서 최고 출력 390마력, 미국 사양은 5,750rpm에서 380마력을 보였다. 측면에 길이 2m에 이르는 공기 흡입구가 날카로운 모양을 지녀 치즈 커터라는 별명을 갖고 있기도 한데, 이는 넓어진 후면 양쪽에 장착된 수냉식 라디에이터에 외부 공기를 원활히 공급시켜 냉각 작용을 돕기 위한 것이다. 차체는 대부분 알루미늄으로 제작되었고, 운전석 위치는 오른쪽 또는 왼쪽을 선택할 수 있었다.

## 매체

### 게임
- 아스팔트 시리즈
- 슈퍼 드리프트 시리즈